# Raión de Ivacevičy
Ivatsévichy (en bielorruso: Івацэвіцкі раён) es un raión o distrito de Bielorrusia, en la provincia (óblast) de Brest. Su capital es Ivatsévichy.
Comprende una superficie de 2993 km².

## Demografía
Según estimación 2010, contaba con una población total de 59906 habitantes.

## Subdivisiones
Comprende las ciudades subdistritales de Ivatsévichy (la capital) y Kósava, el asentamiento de tipo urbano de Tsieliajany y los siguientes 16 consejos rurales:
- Abrova
- Amialnaya
- Bytsien
- Volka
- Dabrómysl
- Damánava
- Jadakí
- Kvasiévichy
- Liubíshchytsy
- Milieiki
- Padstarýn
- Rechki
- Sviataya Volia
- Staiki
- Tsieliajany
- Yahliévichy